# Porteranthus stipulatus
Porteranthus stipulatus är en rosväxtart som först beskrevs av Henry Ernest Muhlenberg och Carl Ludwig von Willdenow, och fick sitt nu gällande namn av Britt.. Porteranthus stipulatus ingår i släktet Porteranthus och familjen rosväxter. Inga underarter finns listade i Catalogue of Life.